# Digital Devil Story: Megami Tensei
 (février 2014).
Si vous disposez d'ouvrages ou d'articles de référence ou si vous connaissez des sites web de qualité traitant du thème abordé ici, merci de compléter l'article en donnant les références utiles à sa vérifiabilité et en les liant à la section « Notes et références ».
Digital Devil Story: Megami Tensei est une série de livres de science-fiction mêlée d'horreur écrits entre 1985 et 1990 par Aya Nishitani.
Megami Tensei signifie, littéralement, La Réincarnation de la Déesse.

## Synopsis
Dans le Japon des années 1980, un étudiant nommé Nakajima, véritable prodige de l'informatique, a mis au point un Programme d'Invocation de Démons afin de se venger d'une humiliation. Après avoir réussi à invoquer le démon Loki dans le réseau informatique de son lycée, il devient rapidement dépendant de la puissance offerte par ce dernier.
Au terme d'un rituel qui échappe totalement à son contrôle, Nakajima et une camarade de classe nommée Yumiko Shirasagi s'allient pour contrecarrer la domination du monde prévue par Loki.

## Distribution
La série des Digital Devil Story n'a jamais été publiée ailleurs qu'au Japon. Néanmoins, il existe un blog de fan qui permet de lire une version traduite en anglais de ces romans. Aucune traduction officielle n'est prévue aux États-Unis, ni en Europe.

## Adaptation

### OAV
Il existe un OAV de Megami Tensei, qui a été édité en version originale sous-titrée en France en 1986.

### Jeux vidéo
La société Telenet a conçu une adaptation en jeu vidéo, fidèle au roman.
Deux jeux vidéo sur NES, sortis en 1986 et 1987, produits par Atlus et édités par Namco racontent la suite des aventures relatées dans les light novels. Les héros, Nakajima et Shirasagi, doivent empêcher la matérialisation de Lucifer à la suite de la résurrection des antagonistes des livres, Loki et Seth. Ces titres seront poursuivis en 1992 par la saga des Shin Megami Tensei, qui est aujourd'hui l'une des sagas de RPG les plus réputées au Japon avec Dragon Quest et Final Fantasy.